# Blown Away (álbum)
Blown Away é o quarto álbum de estúdio da cantora country americana Carrie Underwood, lançado nos Estados Unidos e no Canadá em 1 de maio de 2012. Seu primeiro single, "Good Girl", foi lançado em 23 de fevereiro de 2012 e alcançou a 24ª posição na Billboard Hot 100.
O álbum estreou na primeira posição da Billboard 200, pela venda de 267 mil cópias em sua primeira semana nos Estados Unidos, e permaneceu no topo na semana seguinte, com 120 mil. No final de outubro de 2012, havia vendido 864 mil cópias no país. Foi recebido de forma geralmente positiva pela crítica especializada, obetendo uma média de 70% de aprovação no Metacritic, que se baseou em doze resenhas recolhidas.

## Faixas
| N.º | Título                    | Compositor(es)                                   | Duração |  |
| 1.  | "Good Girl"               | Carrie Underwood, Chris DeStefano, Ashley Gorley | 3:25    |  |
| 2.  | "Blown Away"              | Chris Tompkins, Josh Kear                        | 4:00    |  |
| 3.  | "Two Black Cadillacs"     | Carrie Underwood, Hillary Lindsey, Josh Kear     | 4:58    |  |
| 4.  | "See You Again"           | Carrie Underwood, David Hodges, Hillary Lindsey  | 4:06    |  |
| 5.  | "Do You Think About Me"   | Cary Barlowe, Hillary Lindsey, Shane Stevens     | 3:37    |  |
| 6.  | "Forever Changed"         | Tom Douglas, James T. Slater, Hillary Lindsey    | 4:02    |  |
| 7.  | "Nobody Ever Told You"    | Carrie Underwood, Hillary Lindsey, Luke Laird    | 4:10    |  |
| 8.  | "One Way Ticket"          | Carrie Underwood, Luke Laird, Josh Kear          | 3:56    |  |
| 9.  | "Thank God For Hometowns" | Luke Laird, Ashley Gorley, Hillary Lindsey       | 4:01    |  |
| 10. | "Good In Goodbye"         | Carrie Underwood, Ryan Tedder, Hillary Lindsey   | 4:17    |  |
| 11. | "Leave Love Alone"        | Gordie Sampson, Troy Verges, Hillary Lindsey     | 3:19    |  |
| 12. | "Cupid's Got A Shotgun"   | Carrie Underwood, Chris Tompkins, Josh Kear      | 3:43    |  |
| 13. | "Wine After Whiskey"      | Carrie Underwood, Tom Shapiro, Dave Berg         | 3:51    |  |
| 14. | "Who Are You"             | Robert John "Mutt" Lange                         | 3:55    |  |

| Faixas bônus no Reino Unido |                         |                                                |         |  |
| N.º                         | Título                  | Compositor(es)                                 | Duração |  |
| 15.                         | "Cowboy Casanova"       | Carrie Underwood, Mike Elizondo, Brett James   | 3:56    |  |
| 16.                         | "Before He Cheats"      | Chris Tompkins, Josh Kear                      | 3:19    |  |
| 17.                         | "Last Name"             | Carrie Underwood, LLuke Laird, Hillary Lindsey | 4:01    |  |
| 18.                         | "Jesus, Take The Wheel" | Brett James, Hillary Lindsey, Gordie Sampson   | 3:46    |  |

## Paradas musicais
| Parada (2012)                            | Melhor posição |
| ---------------------------------------- | -------------- |
| Estados Unidos (Billboard 200)           | 1              |
| Canadá (Canadian Albums Chart)           | 1              |
| Austrália (Australian ARIA Albums Chart) | 4              |
| Reino Unido (UK Albums Chart)            | 11             |
| Nova Zelândia (New Zealand Albums Chart) | 22             |